# Estíbaliz (nombre)
Estíbaliz o Estívaliz es un nombre propio femenino y también apellido patronímico de origen latino en su variante en español, procedente del latín "aestivalis" (veraniego/a). Popularizado por el culto a la Virgen del Santuario de Nuestra Señora de Estíbaliz que está ubicada en la localidad de Argandoña, perteneciente al Ayuntamiento de Vitoria (España).
También, existe otra opinión de que el nombre de Estibaliz viene de Eztiabalitz ("si fuera miel" en Euskera) y que su significado es <<tan dulce como la miel>>
Es usado en toda España, principalmente en las provincias de Álava (0,567%) y Vizcaya (0,444%) y las provincias limítrofes. Según el INE, a fecha 01/01/2021 en España llevan el nombre de Estíbaliz: 7.953 mujeres, el nombre de Estibalitz: 367 mujeres, el nombre de Estitxu: 208 y el nombre de Estívaliz: 177 haciendo un total de 8.702.

## Etimología
Aunque es un nombre latino que "aestivalis" (veraniego/a), dado que es de uso frecuente en el País Vasco, se pensó erróneamente que venía del euskera "ezti- balitz" (si fuera miel).

## Variaciones
- Estibalitz: variante con la grafía del euskera batua.
- Estitxu: diminutivo más común que ya se usa como nombre propio.
- Udane: traducción al euskera.

## Personas populares
- Estíbaliz Robles-Aranguiz Bernaola (1944-1993), cantante francesa en euskera.
- Estíbaliz Uranga (1952-), cantante española.
- Estíbaliz Sádaba Murguía (1963-), artista contemporánea y doctora en Arte e Investigación española.
- Estíbaliz Espinosa (1974-), escritora española y cantante lírica gallega.
- Estíbaliz de Miguel Calvo (1974-),  doctora en Sociología, profesora e investigadora especializada en las mujeres presas.
- Estíbaliz Gabilondo (1976-), actriz de cine y televisión, periodista y guionista española.
- Estíbaliz Martínez (1980-), ex-gimnasta rítmica española

Estibalitz eslava
- Esty Quesada Influencer